# Bulo Bulo
Bulo Bulo è una località della Bolivia situata nel Dipartimento di Cochabamba nella provincia di Carrasco nel municipio di Entre Ríos. Al censimento del 2001 risultava popolata da 2 389 abitanti.